# León de Huánuco
Club Social Deportivo León de Huánuco är en fotbollsklubb från Huánuco, Peru. Klubben startades 1946 och slutade tvåa i Primera División del Perú 2010.